# Cyclosa angusta
Cyclosa angusta là một loài nhện trong họ Araneidae.
Loài này thuộc chi Cyclosa. Cyclosa angusta được miêu tả năm 1992 bởi Tanikawa.

## Hình ảnh

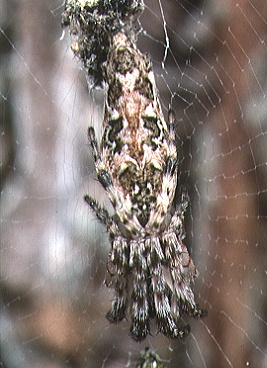